# Chiesa di San Giuseppe (Varese)
La chiesa di san Giuseppe è una chiesa cattolica situata a Varese, in Lombardia, edificata quale oratorio della confraternita della Beata Concezione e del Gonfalone a partire dal 1504.

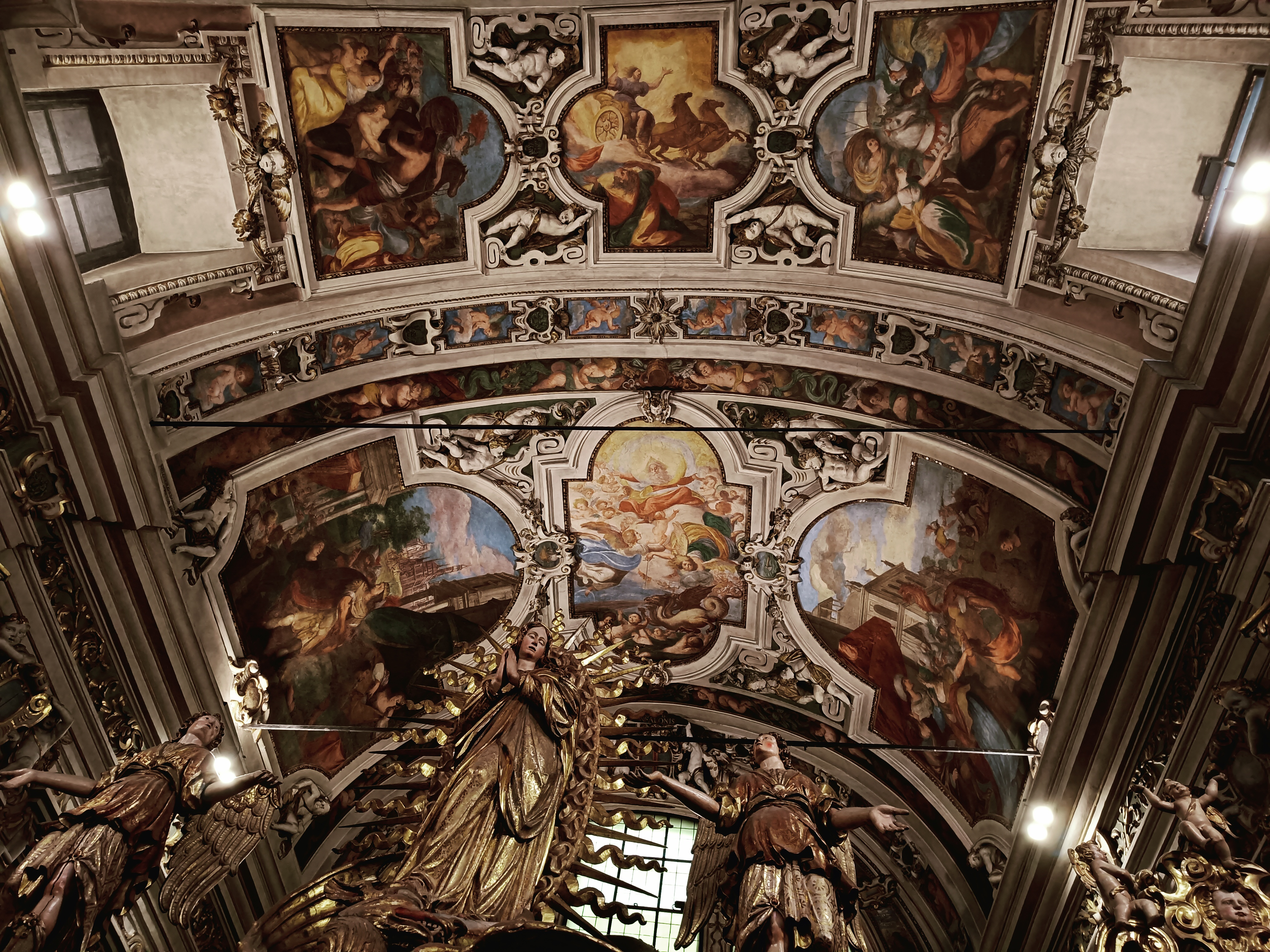
Melchiorre Gherardini detto il Ceranino, affreschi

## Decorazione
La facciata attuale, fu realizzata nel 1725 su disegno dell'architetto varesino Giovanni Antonio Speroni in forme tardobarocche.
L'edificio ha una semplice pianta ad aula rettangolare con abside; in quanto in origine sede di confraternita, la chiesa pubblica è separata dal coro riservato alla confraternita da un'iconostasi in legno in legno intagliato e dipinto, al di sopra della quale si trova una statua dell’Immacolata affiancata da due angeli musicanti, perfettamente conservata.
La volta a lacunari, affrescata con angeli musici e recanti fiori, è firmata dal pittore varesino Giovan Battista del Sole e datata 1658 .
Sulle pareti della navata sono affrescate le storie di Adamo ed Eva, recanti alla base gli stemmi di due famiglie varesine, gli Alemagna e i Martignoni, ad opera di Antonio Rancati (seconda metà del secolo XVII). Le affiancano una serie di statue in terracotta datate agli inizi del sec. XVII, raffiguranti San Tommaso, San Bonaventura, San Giovanni Apostolo, il re Davide, Sant'Andrea e Giobbe.
Nel 1653 il priore Andrea Martignoni commissiona a Melchiorre Gherardini detto il Ceranino (Milano 1607-1675) la decorazione della volta del presbiterio, raffigurate sei episodi veterotestamentari: la Cacciata di Eliodoro, la Trasfigurazione di Elia, lo Sterminio della casa di Davide, Intercessione di Ester, la Ribellione di Lucifero e, probabilmente, Uccisione di Adonia. Al centro della volta del coro si trova lo stemma della Confraternita. Le pareti furono affrescate nel secolo successivo dal pittore locale Giovan Battista Ronchelli (Cabiaglio, 1715-1788) con le storie di San Giuseppe (il Sogno di Giuseppe, lo Sposalizio della Vergine, la Sacra Famiglia, Fuga in Egitto e la  Morte di Giuseppe). Al centro, tra le statue in stucco bianco e dorato di San Giuseppe e San Gioacchino, una tela raffigura l'Immacolata Concezione.